# Animation
Animation er en kreativ og filmisk teknik, hvor en sekvens af stilbilleder vises så hurtigt efter hinanden at de skaber en illusion om bevægelse.
Teknikken er ikke begrænset til et enkelt medium, og der findes derfor flere former for animationsteknikker, såsom traditionel animation, hvor objekter og karakterer tegnes på papir, computer-genereret animation (CGI), hvor objekter og karakterer modificeres i en software på en computer og stop-motion-animation, hvor fysiske objekter modificeres og fotograferes.

## Teknikker

### Traditionel
Traditionel animation (også kaldet cel-animation eller hand-drawn animation) var den op igennem det 20. århundrede den mest brugte metode til at lave animation. Individuelle tegninger (oftest tegnet på papir) af et objekt eller karakter blev fotograferet og efterfølgende vist så hurtigt efter hinanden at det menneskelige øje ikke kan opfatte de enkelte tegninger/fotografier for sig, som typisk sker ved en visning af 24 tegninger pr. sekund. Ved at lave tegningerne mere eller mindre gradvist forskellige fra hinanden opstår illusionen om bevægelse. Animatorens tegninger blev typisk manuelt kopieret eller fotokopieret over på transparente celluloid-ark kaldet cels, hvor bagsiden af arket efterfølgende blev farvelagt med maling. De færdige cels blev efterfølgende fotograferet én af gangen oven på en baggrund ved brug af et trickbord (på engelsk rostrum-kamera) over på en filmrulle.
Metoden bag traditionel cel-animation blev hurtigt forældet ved computerens indtog i det 21. århundrede. I dag bliver animatorernes tegninger for det meste tegnet direkte ind på en computer ved hjælp af forskellige animationssoftwares, hvor farvelægning af tegningerne og simulerede kamerabevægelser også kan laves. Den animerede sekvens kan efterfølgende eksporteres til adskillige formater, såsom traditionel 35 mm. film eller nyere formater som digital video. Det traditionelle "look" bevares, og karakteranimatorens arbejdsfunktion er til trods for 70 års udvikling essentielt stadig den samme. Termer som "tradigital" (a sammentrækning af ordene "traditionel" og "digital") bruges ofte til beskrive cel-animation, hvor computerteknologi bruges som metode.
Eksempler på traditionelt animerede spillefilm inkluderer film som Pinocchio (USA, 1940), Kammerat Napoleon (Storbritannien, 1954), Superkatten Zorba (Italien, 1998) og Illusionisten (Britisk-fransk, 2010). Traditionelt animerede film, som er produceret med hjælp fra computerteknologi inkluderer bl.a Løvernes konge (USA, 1994), Prinsen af Egypten (USA, 1998), Akira (Japan, 1988), Chihiro og heksene (Japan, 2001), Trillingerne fra Belleville (Frankrig, 2003) og Brendan og hemmelighedernes bog (Irsk-fransk-belgisk, 2009).

Denne animation bevæger sig med ti billeder per sekund.

Denne animation bevæger sig med to billeder per sekund. Med denne frekvens bør de enkelte billeder kunne ses.

#### Full
Full animation er en betegnelse for traditionelt animerede spillefilm af meget høj kvalitet, da der i disse produktioner ofte benyttes meget detaljerede tegninger og virkelighedstro bevægelser, hvilket giver en meget flydende og organisk animation. Fuldt animerede spillefilm er ikke begrænset til én stilart, og man kan se eksempler på en meget realistisk stil som fx. produceres af Walt Disney studio (Den lille havfrue, Skønheden og Udyret, Aladdin, Løvernes konge) til en mere 'cartoony' stil som fx. produceres hos Warner Bros. Cartoons. Mange af Disneys animerede spillefilm er eksempler på full animation, og lige så er ikke-Disney-produktioner som The Secret of NIMH (USA, 1982), Drengen og Jernkæmpen (USA, 1999) og Nocturna (Spanien, 2007). Fuldt animerede film animeres med 24 billeder pr. sekund, hvor en kombination af at animere på 1'ere og 2'ere bruges, hvilket betyder at hver tegning bliver vist én gang ud af 24 billeder eller vist to på hinanden følgende gange ud af 24.

#### Limited
Limited animation (begrænset animation) er en metode som bruges til animere i en mindre detaljeret og mere stiliseret stil. Ved denne metode bruges der færre tegninger per sekund, hvilket gør at bevægelserne/animationsstilen fremstår som mindre flydende og mere hakkende. Denne metode anses for at både effektiv og økonomisk. Det amerikanske studie United Productions of America, blev anset som pioneere indenfor begrænset animation, og eksempler på brug af denne metode kan ses i produktionen af Gerald McBoing-Boing (USA, 1951), Yellow Submarine (Storbritannien, 1968) og særlige anime-serier produceret i Japan. Metodens primære brug har dog være at producere animeret indhold til fjernsyn for så lave omkostninger som muligt.